# Commissarius loci
Ein Commissarius loci (Ortskommissar) ist ein von einer Zentralverwaltung Beauftragter (lateinisch commissarius), der in einer entfernten Einheit vor Ort (lateinisch loci) die Verwaltung überwacht. Diesen Titel trugen z. B. die seit 1680 in der Kurmark eingesetzten Beamten, die sämtliche städtische Angelegenheiten und Behörden beaufsichtigten sowie Steuern, Handel und Gewerbe der Städte kontrollierten. Dieses Amt war aus jenem des Kriegskommissars hervorgegangen, und der Commissarius loci besaß neben den erwähnten Vollmachten auch noch immer seine früheren Militärbefugnisse. Ab 1766 musste er die Steuerkontrolle abgeben, und im Rahmen der Steinschen Städteordnung verlor er 1808 die Aufsicht über die städtische Administration, die nun der Landrat vornahm.